# Zyprischer Fußballpokal 1964/65
Der Zyprische Fußballpokal 1964/65 war die 23. Austragung des zyprischen Pokalwettbewerbs. Er wurde vom zyprischen Fußballverband ausgetragen. Das Finale fand am 4. Juli 1965 im GSP-Stadion von Nikosia statt.
Pokalsieger wurde Omonia Nikosia. Das Team setzte sich im Finale gegen Apollon Limassol durch. Omonia qualifizierte sich durch den Sieg für den Europapokal der Pokalsieger 1965/66.
Alle Begegnungen wurden in einem Spiel ausgetragen. Bei unentschiedenem Ausgang wurde das Spiel um zweimal 15 Minuten verlängert. Stand danach kein Sieger fest, folgte ein Wiederholungsspiel auf des Gegners Platz.

## Teilnehmer
| First Division (11)                                                                                     | First Division (11)                                                                               | Second Division (1) |
| --- | ------------------------------------------------------------------------------------------------- | ------------------- |
| - Alki Larnaka - Anorthosis Famagusta - AEL Limassol - APOEL Nikosia - Apollon Limassol - Aris Limassol | - EPA Larnaka - Nea Salamis Famagusta - Olympiakos Nikosia - Omonia Nikosia - Pezoporikos Larnaka | - Orfeas Nikosia    |

## 1. Runde
Die Spiele fanden am 5. Juni 1965 statt.
|                       | Ergebnis |                      |
| --------------------- | -------- | -------------------- |
| AEL Limassol          | 1:2      | Omonia Nikosia       |
| APOEL Nikosia         | 4:5      | Apollon Limassol     |
| EPA Larnaka           | 1:0      | Anorthosis Famagusta |
| Nea Salamis Famagusta | 3:2      | Aris Limassol        |
| Alki Larnaka          | Freilos  |                      |
| Olympiakos Nikosia    | Freilos  |                      |
| Orfeas Nikosia        | Freilos  |                      |
| Pezoporikos Larnaka   | Freilos  |                      |

## Viertelfinale
|                     | Ergebnis |                       |
| ------------------- | -------- | --------------------- |
| Apollon Limassol    | 3:1      | Orfeas Nikosia        |
| EPA Larnaka         | 0:1      | Alki Larnaka          |
| Omonia Nikosia      | 1:0      | Olympiakos Nikosia    |
| Pezoporikos Larnaka | 0:4      | Nea Salamis Famagusta |

## Halbfinale
|                  | Ergebnis |                       |
| ---------------- | -------- | --------------------- |
| Alki Larnaka     | 0:3      | Omonia Nikosia        |
| Apollon Limassol | 4:1      | Nea Salamis Famagusta |

## Finale
| Paarung          | Omonia Nikosia – Apollon Limassol |
| Ergebnis         | 5:1 (2:0) |
| Datum            | 4. Juli 1965 |
| Stadion          | GSP-Stadion, Nikosia |
| Tore             | 1:0 Giannos Koukos (5.) 2:0 Antonakis (43.) 2:1 Panikos Krystallis (52.) 3:1 Melis (76.) 4:1 Antonakis (82.) 5:1 Giorgos Christoforou (89.)                                                       |
| Omonia Nikosia   | Nikos Eleftheriadis – Kattos, Akis – Kostas, Antonis, Esso – Drossos, Antonakis, Melis, K. Christoforou, Koukos.                                                                                  |
| Apollon Limassol | Evagoras Vasiliou – Petridis, Andreas Georgiou – Dimos Kavazis, Mihalis Konstantinou, Panagiotis Polyviou – Dimitrakis, Panikos Giolitis, Panikos Krystallis, G. Vassiliadis, Kostas Vassiliadis. |